# Biéville-Quétiéville
Biéville-Quétiéville (wymowaⓘ) – miejscowość i dawna gmina we Francji, w regionie Normandia, w departamencie Calvados. W 2013 roku liczba ludności wynosiła 340 mieszkańców. 
W dniu 1 stycznia 2017 roku z połączenia dwóch ówczesnych gmin – Biéville-Quétiéville oraz Saint-Loup-de-Fribois – utworzono nową gminę Belle-Vie-en-Auge. Siedzibą gminy została miejscowość Biéville-Quétiéville. 